# Kabinet-Van Buren
Het kabinet–Van Buren was de uitvoerende macht van de Amerikaanse overheid van 4 maart 1837 tot 4 maart 1841. Vicepresident Martin Van Buren uit New York van de Democratische Partij werd gekozen als de 8e president van de Verenigde Staten na zijn winst in de presidentsverkiezingen van 1836. 
Zijn tegenstander bij de verkiezingen was de kandidaat van de Whig Partij (Whig Party) William Henry Harrison, voormalig Senator voor Ohio en voormalig generaal tijdens de Oorlog van 1812. Van Buren was de eerste president die geboren was na de Amerikaanse Onafhankelijkheidsoorlog en was met 54-jaar tot dan de jongste gekozen president. Van Buren is tot op heden ook de enige president die Engels als tweede taal sprak; hij was van Nederlandse afkomst en had het Nederlands als moedertaal. Voor een tweede termijn werd Van Buren verslagen in de verkiezingen van 1840 door zijn rivaal van de voorgaande verkiezingen, William Henry Harrison, de kandidaat van de Whig Party.
| Nr.     | Functie(s) | Functie(s)                            | Ambtsbekleder          | Ambtsbekleder                      | Ambtstermijn     | Ambtstermijn     | Partij(en) |
| ------- | ---------- | ------------------------------------- | ---------------------- | ---------------------------------- | ---------------- | ---------------- | ---------- |
| 8       |            | President van de Verenigde Staten     | Martin Van Buren       | Martin Van Buren (1782–1862)       | 4 maart 1837     | 4 maart 1841     | D          |
| 8       |            | Vicepresident van de Verenigde Staten | Richard Mentor Johnson | Richard Mentor Johnson (1780–1850) | 4 maart 1837     | 4 maart 1841     | D          |
| Kabinet |            |                                       |                        |                                    |                  |                  |            |
| Nr.     | Functie(s) | Functie(s)                            | Ambtsbekleder          | Ambtsbekleder                      | Ambtstermijn     | Ambtstermijn     | Partij(en) |
| 13      |            | Minister van Buitenlandse Zaken       | John Forsyth           | John Forsyth (1780–1841)           | 1 juli 1834      | 4 maart 1841     | D          |
| 13      |            | Minister van Financiën                | Levi Woodbury          | Levi Woodbury (1789–1851)          | 1 juli 1834      | 4 maart 1841     | D          |
| 15      |            | Minister van Oorlog                   | Joel Poinsett          | Joel Poinsett (1779–1851)          | 4 maart 1837     | 4 maart 1841     | D          |
| 10      |            | Minister van de Marine                | Mahlon Dickerson       | Mahlon Dickerson (1770–1853)       | 1 juli 1834      | 1 juli 1838      | D          |
| 11      |            | Minister van de Marine                | James Paulding         | James Faulding (1778–1860)         | 1 juli 1838      | 4 maart 1841     | D          |
| 12      |            | Minister van Justitie                 | Benjamin Butler        | Benjamin Butler (1795–1858)        | 15 november 1833 | 4 juli 1838      | D          |
| 13      |            | Minister van Justitie                 | Felix Grundy           | Felix Grundy (1777–1840)           | 4 juli 1838      | 15 december 1839 | D          |
| Vacant  |            | Minister van Justitie                 |                        |                                    |                  |                  |            |
| 14      |            | Minister van Justitie                 | Henry Gilpin           | Henry Gilpin (1801–1860)           | 10 januari 1840  | 4 maart 1841     | D          |
| 12      |            | Minister van Posterijen               | Amos Kendall           | Amos Kendall (1789–1869)           | 1 mei 1835       | 18 mei 1840      | D          |
| 12      |            | Minister van Posterijen               | John Niles             | John Niles (1787–1856)             | 18 mei 1840      | 4 maart 1841     | D          |

Washington ·
J. Adams ·
Jefferson ·
Madison ·
Monroe ·
J.Q. Adams ·
Jackson ·
Van Buren ·
W.H. Harrison ·
Tyler ·
Polk ·
Taylor ·
Fillmore ·
Pierce ·
Buchanan ·
Lincoln ·
A. Johnson ·
Grant ·
Hayes ·
Garfield ·
Arthur ·
Cleveland I ·
B. Harrison ·
Cleveland II ·
McKinley ·
T. Roosevelt ·
Taft ·
Wilson ·
Harding ·
Coolidge ·
Hoover ·
F.D. Roosevelt ·
Truman ·
Eisenhower ·
Kennedy ·
L.B. Johnson ·
Nixon ·
Ford ·
Carter ·
Reagan ·
G.H.W. Bush ·
Clinton ·
G.W. Bush ·
Obama ·
Trump I ·
Biden ·
Trump II